# Mason Aguirre
Mason Singer Aguirre, amerikansk snowboardåkare, född den 10 november 1987. Han är uppväxt i Duluth, Minnesota men är nu är bosatt i Mammoth Lakes, Kalifornien. Han tävlar i Halfpipe och kom på fjärde plats i OS i Turin 2006.